# 佐藤礼央
佐藤 礼央（さとう れお、1981年2月10日 - ）は、日本の音楽家。
主に、映画やＣＭ、WEBなどの映像音楽の作曲、編曲、プロデュースを手掛ける。青山学院大学大学院 総合文化政策学研究科 修士課程修了。

## サウンド インスタレーション
- アートユニット「MERRY」の個展「Tento展」 六本木ヒルズ テレビ朝日多目的スペースumu（2010年）[要出典]
- EYE OF GYRE DEMEKIN WORLD（2010年）[1]
- 第12回 ヴェネツィア・ビエンナーレ国際建築展 日本館プロモーション（2010年）[2]

## 映画・ショートムービー
- 桜姫[3]（2013年、監督：橋本一）
- ラジオの恋[4]（2014年、監督：時川英之）
- シネマの天使[5]（2015年、監督：時川英之）
- 鯉のはなシアター[6]（2018年、監督：時川英之）
- 彼女は夢で踊る[7]（2019年、監督：時川英之）
- 短編映画 Timeless KOTOHIRA（2019年、監督：末次成人）
- ハルカの陶[8]（2019年、監督：末次成人）

## CM・SOUND DESIGN等

### 2005年
- CM『宝くじ』：みずほ銀行（ - 2020年）

### 2006年
- CM『au design project』：KDDI

### 2008年
- イベント『Dentsu Good innovation』（本社社屋サウンドデザイン）：電通
- CM『LOUIS VUITTON』：LOUIS VUITTON

### 2011年
- イベント『PLAY FOR JAPAN Charity Concert with 千の音色でつなぐ絆』：電通
- イベント『YOHJI YAMAMOTO展』2011：YOHJI YAMAMOTO

### 2012年
- イベント『IMF 世界銀行年次総会2012』（音楽監督）：外務省
- CM『SUUNTO』：SUUNTO

### 2013年
- CM『Info 宝くじ』：みずほ銀行（ - 2020年）
- CM『Around the Second City リアルライフに触れる旅』：楽天トラベル
- CM『GODIVA LOVE ＆ HUG PROJECT』：GODIVA

### 2014年
- CM『楽天トラベル-around second city-』：楽天トラベル
- CM『YC見守り隊』：読売新聞
- テレビ『コズミックフロント』：NHK

### 2015年
- CM『DJI』：DJI
- CM『ISETAN』：伊勢丹
- CM『NEMU HOTEL & RESORT』：三井不動産

### 2016年
- 映像プロジェクト『GUNDAM Behind the Front[9]』：GUNDAM×Rhizomatiks
- イベント『Perspectives by SkyPixel in Tokyo 僕は空からの眺めが好き』：DJI

### 2018年
- CM『知ってる!? 宝くじ』：みずほ銀行

### 2019年
- イベント『カルティエ、時の結晶[10]』：カルティエ

### 2020年
- CM『カネボウ ラッシュマキシマイザー』：カネボウ化粧品
- CM『東京2020「集まろうぜ。」篇』：NEC
- CM『JOC - がんばれ!ニッポン!全員団結 プロジェクト』：日本オリンピック委員会
- CM『Globe-Trotter 映画『007／ノー・タイム・トゥ・ダイ 』限定コラボレーション』：Globe-Trotter

### 2022年
- CM『カネボウ トワニー 20SS』：カネボウ化粧品
- CM『SUSAN BIJL 2022 Collection 『PLAY』：SCOPE
- CM『フィニッシングミスト』：資生堂
- CM『リーバイス® 男子ベーシック 2022AW[11]』：リーバイス

## ディスコグラフィ
- NOTE（2005年）
- 白い壁の赤いビーズ（2006年）
- AMOUR（2006年）
- MELANCHOLIE（2006年）
- AMOROSSO（2007年）
- BROOCH:（2007年）
- RIPPLE（2007年）
- CLOUD（2007年）
- LABBRO（2007年）
- ARTIFICIAL FLOWERS（2007年）
- FABLIC（2007年）
- ビロードの森（2008年）
- SOPIRI+（2008年）
- She will still keep dreaming. / それでも彼女は夢を見続ける。（2009年）
- A breeze and the green warmth（2010年）
- Be Honest / 黄金の羊（2010年）
- ひとりきりの時間に魔法をかける20の小品 / MAGIC 20（2010年）
- KODEMARI MERRY（2010年）
- PLAY FOR JAPAN Charity Concer with 千の音色でつなぐ絆/チャリティーアルバム
- Kougen（2013年）
- 映画『桜姫』/Princess Sakura: Forbidden Pleasures オリジナル・サウンドトラック（2014年）
- 眠れる森の美女（2014年）